# Costa Rica ai XIII Giochi olimpici invernali
La Costa Rica partecipò ai XIII Giochi olimpici invernali, svoltisi a Lake Placid, Stati Uniti, dal 14 al 23 febbraio 1980, con una delegazione di 1 atleta impegnato in una disciplina.